# 밤★드라
밤★드라는 2011년  - 2013년까지 NHK 종합에서 방송 된 연속 드라마.

## 방송 목록
- 《비터 슈가》
- 《오늘은 대안입니다》
- 《잠자는 숲 속의 숙녀》
- 《사랑하는 파리녀》
- 《서점원 미치루의 신상이야기》